# Magh Ithe
Magh Ithe az első feljegyzett, Írországban folyó csata helyszíne volt. Idejét Anno Mundi 2530-ra, vagyis időszámításunk előtt a Négy mester évkönyve szerint 2670-re, a Seathrún Céitinn kronológiája 2071-re teszi.
A Négy mester évkönyvének ide vonatkozó része a következőket állítja:
Abban az évben, mikor Írországban először vívtak háborút, Goll, son of Garbh fiának, Golnak a fia, Cíocal Grigenchosach és anyja nyolcszáz másik emberrel megérkezett Írországba, így csatát kellett velük vívnia  Partholón népének Maighe Ithe-nél, ahol Patholón serege legyőzte az ellenségét, és mindenkit megöltek. Ezt nevezték Magh Ithe-i csatának.
Magh Ithe, "Ith földje" állítólag Ithről, Mil Espánie nagybátyjáról kapta a nevét, akit egy partholon vezér ölt meg. A csata helyszíne Lough Foyle-tól nyugatra, Lough Swillytől keletre, a Finn folyótól északra, Donegal és Tyrone megyékben lehetett.